# Sheena Easton
Pour les articles homonymes, voir Easton.
Sheena Easton, née le 27 avril 1959 à Bellshill en Écosse, est une chanteuse et actrice britannique.

## Biographie
Sheena Easton a commencé à se faire connaitre du public comme chanteuse avec ses deux premiers singles parus l’année 1980, tous deux entrés dans le Top Ten britannique.
- Modern Girl (en), repris par Mireille Mathieu en 1981 sous le titre La musique en jeans[1].
- 9 to 5 (en), vite rebaptisé Morning Train, repris par Sylvie Vartan en 1981 sous le titre L'amour c'est comme une cigarette dans son album Ça va mal.

Elle interprète le générique For Your Eyes Only du film James Bond Rien que pour vos yeux en 1981. Elle obtient en 1982 le Grammy Award du meilleur nouvel artiste.
Elle joue le rôle d'une star du rock et l'épouse du détective Sonny Crockett dans la saison 4 de la série télévisée Deux flics à Miami en 1988.
Sheena Easton collabore avec Prince sur les titres : U Got the Look (1987) et The Arms of Orion (1989) pour la bande originale de Batman, et sur le titre Sugar Walls (en).
En 1988 sort son neuvième album The Lover in Me (en) produit essentiellement par le duo gagnant L.A. Reid & Babyface ainsi que Prince.
Sa carrière aux États-Unis et sa collaboration avec Prince marquera cependant le début de la chute de sa carrière de chanteuse, son concert retour au festival de Glasgow en 1990 tourne au cauchemar lorsqu'elle est conspuée par des dizaines de milliers de compatriotes après avoir dit combien il était bon de revenir au pays dans un terrible accent américain. Dès lors, elle ne retrouvera jamais la même notoriété et ne sortira plus que six albums qui n'atteindront les ventes des six premiers.
En 1991, elle sort un album au son dance What Comes Naturally (en) dans la lignee de The Lover in Me qui n'obtient pas le même accueil du public. Le premier single du même titre atteint la 20e place au billboard US.

## Discographie

### Albums studio
- 1981 - Take My Time
- 1981 - You Could Have Been With Me
- 1982 - Madness, Money and Music
- 1983 - Best Kept Secret
- 1984 - A Private Heaven
- 1984 - Todo Me Recuerda A Ti (titres chantés en espagnol)
- 1985 - Do You
- 1987 - No Sound But a Heart
- 1988 - The Lover in Me
- 1991 - What Comes Naturally
- 1993 - No Strings
- 1995 - My Cherie
- 1997 - Freedom
- 1999 - Home
- 2000 - Fabulous

### Compilations sélectives
- 1989 - For Your Eyes Only: The Best of Sheena Easton
- 1993 - The World of Sheena Easton: The Singles Collection
- 1996 - The Gold Collection
- 2021 - The Definitive Singles 1980-1987
- 2025 - Modern Girl: The Complete EMI Recordings, Vol. 1 (Coffret 5CD)

## Filmographie
- 1987: Deux flics à Miami : Caitlin Davies (saison 4, cinq épisodes)
- 1993: Highlander : Annie Devlin (saison 2, épisode 5)
- 1996: Au-delà du réel : L'aventure continue : Melissa McCammon  (saison 2, épisode 19)